# Palembang
Palembang és la capital de la província de Sumatra Meridional, a l'illa de Sumatra, Indonèsia. El 1990 tenia 790.000 habitants que van passar a 1.141.500 el 2000 i 1.535.952 el 2010.
La ciutat és la seu d'un arquebisbat. L'economia es basa en la indústria tèxtil i hi ha una refineria de petroli. Compta amb un port a la desembocadura del riu Musi. Fou centre d'un antic reialme hindú que els holandesos aboliren el 1825. Forma part d'Indonèsia des del 1950.
Fou el centre de l'imperi budista de Sri Vijaya (segles IV a XIV amb zenit als segles VIII a X). El 1377 va ser conquerida i en part destruïda pel rei de Majapahit, de base hindú i javanès. Un membre de la família reial que va poder fugir va fundar Malaca vers 1403 i en va esdevenir el primer sultà després d'adoptar l'islam. L'adipati xino-javanès de Palembang, Arya Damar, que després es va fer musulmà i va adoptar el nom d'Arya Dilah que és equivalent a Abd Allah, fou l'origen dels futurs sultans de Palembang Darusasalam; el primer que va portar el títol fou Susuhunan Arya Kusuma Abd al-Rahim (1659-1706). Del 1811 al 1821 hi va haver una guerra civil entre Sultan Mahmud Badaruddin i Sultan Ahmad Najamuddin, situació aprofitada pels britànics i després pels holandesos; finalment aquestos darrers van enviar a l'exili al darrer sultà, que era fill de Najamuddin, quan es va revoltar per recuperar la seva independència.